# Ochicanthon hanskii
Ochicanthon hanskii là một loài bọ cánh cứng trong họ Bọ hung (Scarabaeidae).